# Ulica Stefana Batorego w Bydgoszczy
Ulica Stefana Batorego w Bydgoszczy – ulica na terenie miasta lokacyjnego Bydgoszczy. Łączy Stary Rynek z ulicą Długą.

## Położenie
Ulica znajduje się w południowej części Starego Miasta. Rozciąga się na kierunku północ-południe, od Starego Rynku do ulicy Długiej. Jej długość wynosi ok. 70 m, a przedłużeniem do ul. Wały Jagiellońskie jest ul. Przesmyk.

## Historia
Ulica Stefana Batorego została wytyczona w połowie XIV wieku podczas kształtowania bydgoskiego miasta lokacyjnego. Łączyła ona południowo-zachodni narożnik Starego Rynku z ulicą Długą, podczas gdy do ul. Pod Blankami i dalej do muru miejskiego prowadził jedynie wąski przesmyk. Wiadomo, że wzdłuż ulicy w XVII-XVIII wieku istniała murowana, bądź szachulcowa zabudowa.
Na całym przebiegu ulicy Stefana Batorego odkryto relikty XVI-wiecznych, drewnianych rur wodociągowych. Biegły one na głębokościach od 0,6 do 1,5 m, zaś średnica rur wynosiła od 40 co 65 cm.
Na szczegółowym planie zabudowy miasta, sporządzonym przez pruskiego geometrę Gretha w 1774 r., posesje wzdłuż ulicy zajęte są w całości przez istniejącą w tym czasie zabudowę. Pierzeje ulicy w obecnym kształcie widoczne są natomiast na planie miasta z 1876 r.
Rejon środkowego odcinka ul. Długiej w XIX i na początku XX w. zamieszkiwało skupisko osób pochodzenia żydowskiego, które posiadało tu swoją enklawę osiedleńczą. W związku z tym w okolicy ul. Stefana Batorego istniało sporo sklepów i warsztatów rzemieślniczych prowadzonych przez Żydów, chociaż istniały również placówki polskie.
Ulica Stefana Batorego od 1888 r. odgrywała ważną rolę w ruchu tramwajów: początkowo konnych, a później elektrycznych (od 1896 r.) Trasa dwóch z trzech istniejących wtedy w Bydgoszczy linii tramwajowych przebiegała właśnie na tym terenie. Były to: „linia czerwona” (od Dworca Głównego do dworca Bydgoszcz Wąskotorowa przy ul. Grunwaldzkiej) oraz „zielona” (od ul. Gdańskiej do Strzelnicy przy ul. Toruńskiej). Tramwaje obu linii wjeżdżały w ulicę Stefana Batorego - jeden skręcając w prawo, drugi w lewo, zaś wracały ulicą Jana Kazimierza.
Ruch tramwajowy w takim kształcie istniał do 1953 r., kiedy otwarto torowisko na ul. Bernardyńskiej, omijające Stare Miasto. Kursy linii 1 (dawnej „czerwonej”) po Starym Mieście zawieszono w 1969 r., natomiast ostatni tramwaj ulicą Batorego przejechał w 1974 podczas budowy ronda Jagiellonów. Później torowisko rozebrano. 
Charakter ulicy Stefana Batorego jest ściśle związany z dziejami ulicy Długiej. Do czasu upaństwowienia prywatnych przedsiębiorstw rzemieślniczych i handlowych w latach 50. XX w., ulica ta posiadała charakter kupiecko-handlowy. W kamienicy na rogu z ul. Długą istniał zajazd, przekształcony w XIX wieku w hotel Rio’s, istniejący do 1939 r.
W 2007 na ulicy Długiej, od skrzyżowania z ul. Jana Kazimierza do ul. Batorego rozpoczęto tworzenie Bydgoskiej Alei Autografów, którą stanowią wmurowane w nawierzchnię ulicy tabliczki z podpisami znanych osobistości życia publicznego. 
W II dekadzie XXI wieku, zgodnie z Planem Rewitalizacji Bydgoszczy, przeprowadzono modernizację nawierzchni ulicy.
13 września 2019 na ulicy zorganizowano po raz pierwszy imprezę plenerową „Nocny Batory”.

### Nazwy
Ulica w przekroju historycznym posiadała następujące nazwy:
- XVI w. – I poł. XVIII w. – platea transversalis
- 1800 – Kleine Poststraße
- 1816 – Poststraße
- 1840–1855 – Alte Poststraße
- 1861–1920 – Poststraße
- 1920–1939 – Stefana Batorego
- 1939–1945 – Poststraße
- od 1945 – Stefana Batorego

Nazwa ulicy nawiązuje do polskiego króla Stefana Batorego, który 77 dni (2 stycznia - 20 marca) 1577 r. przebywał w Bydgoszczy, podczas wojny ze zbuntowanym Gdańskiem. Król prowadził pertraktacje oraz przygotowywał wyprawę wojenną. Na bydgoskim zamku gościł go miejscowy starosta Jan Kościelecki. Monarcha w tym czasie wystawił kilka przywilejów dla miast: Bydgoszczy oraz Fordonu.

## Architektura
Pierzeje ul. Stefana Batorego stanowią w większości budynki wzniesione w XVIII i przebudowane w XIX wieku. Wśród nich wyróżniają się zwłaszcza dwa budynki, posiadające neorenesansowy wystrój elewacji: na rogu z ul. Długą oraz narożny ze Starym Rynkiem.

## Niektóre kamienice
| Nr | Adres                 | Lata budowy           | Styl architektoniczny | Wpisany do rej. zabytków | Uwagi | Zdjęcie |
| -- | --------------------- | --------------------- | --------------------- | ------------------------ | --- | ------- |
| 1. | Batorego 1            | XVII w., 1877         | neorenesans           | T                        | Kamienica na rogu Stary Rynek 12. Swój obecny wygląd zawdzięcza gruntownej przebudowie w duchu neorenesansowym, wykonanej w 1877 r. Elewacje zwieńczone są wysuniętym, profilowanym gzymsem na konsolkach, z fryzem o ornamencie perełkowym, wolich oczach i meandrowym. Budynek posiada gotyckie piwnice, w których odkryto ślady XV-wiecznej piwiarni. Na parterze działa od 1993 r. kawiarnia artystyczna „Węgliszek”, nazwana na pamiątkę diabełka, który od XVI w. rzekomo „panował i straszył” w Bydgoszczy |         |
| 2. | Batorego 6 / Długa 31 | koniec XVIII w., 1862 | neorenesans włoski    | T                        | Kamienica na rogu ul. Długiej (31). Wzniesiona w końcu XVIII wieku, mieściła zajazd. Została przebudowana w 1862 r. i przystosowana dla celów hotelowych. Oprócz pokoi gościnnych mieściła restaurację i lokale handlowe. Elewacja posiada cechy neorenesansowe włoskiej willi. Do 1939 r. mieścił się w niej hotel Rio’s. |         |
| 3. | Długa 33              | 1782                  |                       | N                        | Kamienica na rogu ul. Stefana Batorego |         |
| 4. | Niedźwiedzia 1        | połowa XVIII w.       | klasycyzm             | N                        | Kamienica na rogu ul. Stefana Batorego. W 1751 r. mieścił się w niej urząd pocztowy. Bydgoskim pocztmistrzem był wówczas Jakub Marshall. Pocztamt bydgoski, najpóźniej w 1779, czyli po podjęciu działalności przez pocztę pruską po I rozbiorze, przeprowadził się z tej kamienicy do jednego z budynków przy obecnej ulicy Długiej. |         |